# Ildefonso Calderón
Ildefonso Calderón Ciriza (Torrelavega, Cantabria, 21 de diciembre de 1956) es un político y médico español. Fue alcalde de Torrelavega entre 2011 y 2014.

## Biografía
Ildefonso Calderón nació el 21 de diciembre de 1957 en el municipio cántabro de Torrelavega, siendo el segundo de los cinco hijos de un abogado granadino asentado en la capital del Besaya. Licenciado en Medicina y Cirugía por la Universidad de Cantabria; posteriormente obtuvo dos másteres, uno en Nutrición y Dietética Clínica (Universidad de Valladolid) y otro en Dirección y Gestión de Residencias Geriátricas (Universidad de Barcelona).
En las elecciones municipales de 2007 encabezó la lista del Partido Popular al Ayuntamiento de Torrelavega, siendo la segunda fuerza más votada con 8526 votos (26,03%) y 7 concejales de 25; en la toma de posesión de la alcaldesa Blanca Rosa Gómez Morante (PSC-PSOE), el PP votó en blanco.
En las elecciones municipales de 2011 volvió a repetir como candidato, consiguiendo 10 968 votos (34,94%) y 10 concejales, Finalmente, fue investido alcalde el 11 de junio de 2011 con el voto en blanco del Partido Regionalista de Cantabria, convirtiéndose así en el primer alcalde del PP en Torrelavega.
El 15 de enero de 2014, es desalojado de la Alcaldía debido a la moción de censura presentada por el PSOE y el PRC, que justifican por la situación de emergencia laboral, industrial y social de la ciudad en general y por la actitud del Consistorio en el conflicto de Sniace en particular, sustituyéndole la líder socialista local, Lidia Ruiz Salmón.
En las elecciones municipales de 2015 vuelve a ser la lista más votada, consiguiendo 7182 votos (24,48%) y 7 concejales pero se queda en la oposición debido al pacto PSOE-PRC que gobiernan en minoría gracias al apoyo en la investidura de Asamblea Ciudadana por Torrelavega.
Es diputado del Parlamento de Cantabria desde el 2007, repitiendo escaño tras las elecciones parlamentarias de 2011 y elecciones parlamentarias de 2015.